# Konstancjusz Władysław Włodyka
Konstancjusz Władysław Włodyka (ur. 13 sierpnia 1906 w Różance, zm. 26 września 1995 w Alwerni) – polski duchowny bernardyński, gwardian licznych klasztorów.

## Życiorys

### Młodość i pierwsze lata w Zakonie
Urodził się 13 sierpnia 1906 w Różance. W 1926 rozpoczął nowicjat w Prowincji Niepokalanego Poczęcia NMP Zakonu Braci Mniejszych (OO. Bernardynów). 2 września tegoż roku podczas obłóczyn otrzymał habit zakonny i imię Konstancjusz. W 1926 wraz z grupą kleryków wyjechał do prowincji toskańskiej. Odbył studia gimnazjalno-filozoficzne w Lucce (1926–1928) i teologiczne w Colleviti koło Pescii (1928–1932). Śluby wieczyste złożył 8 września 1930 w Pescii. Tam przyjął również święcenia prezbiteratu, 21 czerwca 1931, z rąk ordynariusza Pescii bpa Angelo Simonettiego. Następnie skierowany został do klasztoru w Krakowie. Podjął wówczas studia historyczne na Uniwersytecie Jagiellońskim. Studiował tylko jeden rok, gdyż decyzją władz Prowincji przeniesiony został do klasztoru w Radecznicy. W 1936 został mianowany administratorem parafii Sieniawa koło Zbaraża.

### Gwardian w Przeworsku
W 1939 ojciec Konstancjusz mianowany został gwardianem klasztoru w Przeworsku. 3 listopada 1939 został internowany wraz z innymi prominentnymi mieszkańcami Przeworska (inteligencja, kapłani, urzędnicy, ziemianie, lekarze) w ramach akcji „Sonderaktion Przeworsk”. Wraz z nim aresztowano wówczas m.in. ks. Józefa Stefańskiego. Zwolniony z aresztu, o. Konstancjusz ponownie został uwięziony w 1941 i osadzony na kilka miesięcy w Zamku Rzeszowskim. Trzykrotnie stawiany przed plutonem egzekucyjnym, nie przyznał się do zarzucanych mu czynów i nie wyparł wiary. Po opuszczeniu więzienia zamieszkał w klasztorze w Rzeszowie.

### Gwardian w Leszniowie
2 listopada 1942 został skierowany do Leszniowa w charakterze przełożonego i proboszcza. Normalne funkcjonowanie konwentu utrudniał niemiecki okupant. Następnie klasztor leszniowski był zagrożony skasowaniem przez władze sowieckie, jednak dzięki postawie gwardiana do tego nie doszło. Kiedy w okolicy rozpoczęły się napady na ludność polską ze strony oddziałów UPA, ojciec Konstancjusz zorganizował miejsce schronienia dla 1000 okolicznych mieszkańców. Zakonnicy utworzyli oddział samoobrony, w organizacji którego pomagał brat gwardiana, należący do Armii Krajowej Stanisław Włodyka. W konwencie zgromadzono sporo broni i amunicji, a same budynki ufortyfikowano zamurowując część drzwi i okien oraz organizując strzelnice). 5 marca 1944 odparto ogniem z karabinów napaść dwustuosobowego oddziału banderowców. UPA przeprowadziła jeszcze dwa nieudane nocne ataki na klasztor (5 listopada 1944 i 26 lutego 1945). 4 maja 1945 ojciec Konstancjusz odprawił ostatnią Mszę w kościele leszniowskim i wraz z miejscową ludnością opuścił klasztor. Opracował kronikę klasztoru w Leszniowie, najobszerniejsze źródło do poznania historii tegoż konwentu.

### Proboszcz w Miłakowie

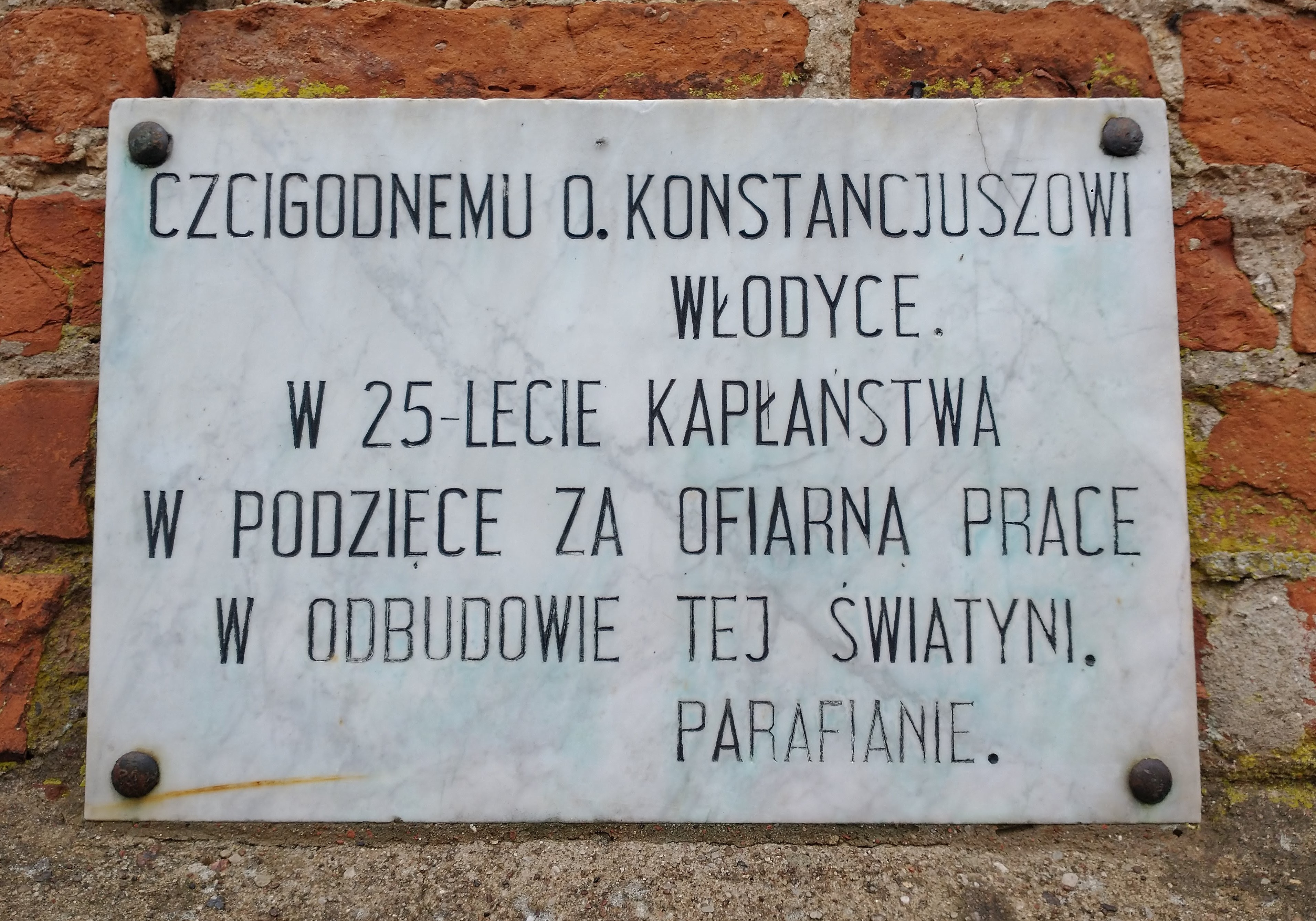
Tablica pamiątkowa w Miłakowie

Wraz z parafianami przybył do Głogowa, a następnie do Siedlnicy koło Wschowy (6 lipca 1945). Podjął funkcję miejscowego proboszcza i dziekana. 26 lipca 1948 decyzją ministra prowincjalnego przeniesiony został do Miłakowa na Warmii. Przebywał tam do 17 czerwca 1978. Podniósł ze zniszczeń wojennych kościoły św. Elżbiety i Podwyższenia Krzyża Świętego w Miłakowie. W latach 1965–1978 posługiwał jako wicedziekan dekanatu Orneta. Przyczynił się do oficjalnego erygowania przy kościele Podwyższenia Krzyża Świętego bernardyńskiego domu zakonnego (1958) i wieczystego oddania Zakonowi parafii w Miłakowie (3 maja 1971). W czasie pobytu w Miłakowie o. Konstancjusz powrócił do swego imienia chrzcielnego – Władysław.

### Wikary w Alwerni
W 1978 zwrócił się z prośbą do władz zakonnych o przeniesienie do klasztoru w Alwerni. Przez 12 lat pełnił tam funkcję wikarego klasztoru i od 1984 wikarego nowo utworzonej parafii. Posługiwał również jako kronikarz i pisarz – opracował m.in. dzieje Cudownego Obrazu Pana Jezusa „Ecce Homo” w Alwerni. Pozostawił po sobie również liczne utwory poetyckie tematyką związane z miejscowym klasztorem. Zasłynął jako charyzmatyczny kaznodzieja i spowiednik. W ostatnich latach swego życia zmagał się z chorobą Buergera. Zmarł 26 września 1995 w Alwerni.
W Miłakowie uhonorowano jego pamięć nadaniem jednej z ulic imienia Ojca Władysława Włodyki.